# Knut Anton Walter Gyllenberg
| Odkryte planetoidy: 1 | Odkryte planetoidy: 1 |
| --------------------- | --------------------- |
| (846) Lipperta        | 26 listopada 1916     |
|                       |                       |

Knut Anton Walter Gyllenberg. (ur. 5 kwietnia 1886 w Malmö, zm. 25 lipca 1952 w Lund) – szwedzki astronom.

## Życiorys
Urodził się w Malmö jako syn Emila Augusta Gyllenberga i Anny Gyllenberg z domu Nilsson, miał czworo rodzeństwa. Ukończył studia na Uniwersytecie w Lund. Autor i współautor kilkudziesięciu publikacji z dziedziny astronomii. W 1916 odkrył planetoidę (846) Lipperta.